# Свети Пантелеймон (Велес)
Вижте пояснителната страница за други значения на Свети Пантелеймон.
„Свети Пантелеймон“ (на македонска литературна норма: „Свети Пантелејмон“) е православна църква в град Велес, Северна Македония. Църквата е катедрален храм на Повардарската епархия на Македонската православна църква.

## Местоположение
Храмът е разположен на дясната страна на Вардар, в югозападната част на града, на няколкостотин метра от последните къщи. Построен е на висока тераса в рида Вършник, който на изток стръмно се спуска към Велешката клисура и Вардар. Източната лицева страна на храма е обърната към реката. Църквата, разположена срещу по-малката „Свети Спас“ на отсрещния бряг, доминира над градския силует.

## История
Строежът на църквата е започнат в 1836 година и на 9 август 1840 година тя е осветена от владиката Игнатий Велешки. Основни дарители са хаджи Георги Драндар, бащата на Антон Драндар, и отец Груйо. Окончателното довършване на църквата трае до 1847 година, а во 1849 година е поставено клепалото. Камбанарията е издигната в 1904-1905 година.

## Архитектура
Църквата е изградена от строителите от дебърската фамилия Рензовци – започната е от първомайстор Георги Дамянов и довършена от брат му първомайстор Андрей Дамянов. Дължината на църквата е 30 m, а ширината - 19,1 m, а с нартекса -27 m, като общата площ е около 570 m2 без нартексите и апсидите. Представлява трикорабна базилика с нова за времето си композиция. Рензовци използват плановете на предишните си проекти - „Свети Димитър“ в Битоля и „Свето Благовещение“ в Прилеп, но тук височината и по-голяма – средният кораб е издигнат високо. Трите кораба са отделени с по две редици по седем колони. Над средния кораб за пръв път Рензовци вместо полуцилиндричен свод изграждат има три слепи купола под общ двускатен покрив. Куполите са скрити и поставени под общия покрив на сградата по политически съображения.
Стените са от камък и са украсени със слепи издължени арки. Покривната конструкция е направена почти изцяло от дърво. Покритието в конструктивно отношение почива върху сложна система от различни арки. Над женската църква има втора галерия, като и двете са отделено с богато детайлирани аркади. Апсидите са три, с отделни полусферични покриви. От север и от юг отвън са добавени галерии с колонади, а от запад, където сградата опира в склона, вместо притвор има помещение със стълби към емпорията.
Нартексът не е развит на запад, тъй като храмът опира в скалата. Стълбището е скрито в западната разширена страна – похват приложен по-късно в следващите църкви на Рензовци.
Андрей Дамянов оставя надпис отвън върху горния каменен праг на южната врата: „Маiсторо Андреiѧ що прави црквата“. Вътре над западната врата е написано: „Созида се храмъ сей во имѧ свѧтагѡ великомȢченика Пантелимона во лѣто Спасителево 1840.“

## Интериор
Интериорната декорация е с богати архитектурни детайли – колони, капители, разнообразни арки, без да е разточителна. Изписването е частично, а иконостасът не притежава големи художествени качества. Външната архитектура е монументална. Част от декоративните елементи са изработени във византийски стил, а час имат следи от барок. Църквата е известна с прекрасната си акустика добиена в резултат на вграждането на гърнета в зидовете и на използването на люспи от яйца в хоросана.
Архитектурните идеи от „Свети Пантелеймон“ са доразвити от Рензовци в църквата „Успение Богородично“ в щипската махала Ново село.
По време на Първата световна война в двора на църквата са погребани подполковник Димитър Думбалаков, подпоручик Методи Хараламбиев Грашев, майор Петър Попов Стефанов, поручик Тодор Станчев и младши подофицер Йордан Михайлов Томовски, загинали през октомври и ноември 1915 година.
В храма има икони на Димитър Папрадишки от 1886 година.
В двора на църквата е гробът на Андрей Дамянов.